# Трудовой сельсовет (Амурская область)
Трудово́й сельсове́т — сельское поселение в Октябрьском районе Амурской области.
Административный центр — посёлок Трудовой.

## История
17 марта 2005 года в соответствии с Законом Амурской области № 457-ОЗ муниципальное образование наделено статусом сельского поселения.

## Население
| 2002 | 2010 | 2011 | 2012 | 2013 | 2014 | 2015 |
| ---- | ---- | ---- | ---- | ---- | ---- | ---- |
| 447  | ↘303 | ↘301 | ↘278 | ↘274 | ↘268 | ↘264 |
| 2016 | 2017 | 2018 | 2021 |      |      |      |
| ↘245 | ↗246 | ↘238 | ↗262 |      |      |      |

## Состав сельского поселения
| № | Населённый пункт | Тип населённого пункта          | Население |
| - | ---------------- | ------------------------------- | --------- |
| 1 | Заозёрный        | посёлок                         | →63       |
| 2 | Трудовой         | посёлок, административный центр | ↘105      |
| 3 | Увальный         | посёлок                         | ↘70       |